# Джеймс Ърл Джоунс
Джеймс Ърл Джоунс (на английски: James Earl Jones) е американски актьор с дълга кариера и множество награди. С дълбокия си и отличителен глас озвучава Дарт Вейдър в поредицата „Междузвездни войни“, която е една и от най-известните му роли.
През 1971 г. е номиниран за Оскар за ролята на Джак Джеферсън в „Голямата бяла надежда“. На следващата година става първият чернокож актьор, изиграл президент на САЩ във филма The Man. Джеймс Ърл Джоунс озвучава Муфаса в анимационния филм „Цар Лъв“.

## Биография
Джеймс Ърл Джоунс е роден в Аркабутла, Мисисипи, на 17 януари 1931 г. Майка му е учителка и прислужница, а баща му – боксьор, иконом и шофьор. В интервюта споделя, че и двамата му родители са от смесен афро-американски, ирландски и индиански произход. Баща му напуска семейството малко след раждането му и по-късно става театрален и филмов актьор в Ню Йорк и Холивуд. Отгледан е от родителите на майка си, с които се премества във фермата им в Дъблин, Мичиган. Изживява тежко промяната и започва да заеква. Тръгвайки на училище спира да общува и проговаря отново едва в гимназията. Заслугата за това да сложи край на мълчанието си отдава на учителя си по английски Доналд Крауч, който открива, че има дарба да пише стихове и го подканва да чете поезия на глас пред класа си.
Завършва селското училище „Диксън“ в Бретрен, Мичиган, през 1949 г., след което посещава щатския университет, преди да се присъедини към Корпуса за подготовка на офицери от запаса. Завършва университета през 1955 г. с бакалавърска степен по изкуства. Завършва училище за рейнджъри и е назначен в щаба и ротата на щаба на 38-ма полкова бойна група. Преди уволнението си е повишен в първи лейтенант. Започва работа в театъра „Рамсдел“ в Манисти, Мичиган, най-напред като сценичен дърводелец, а между 1955 и 1957 г. е актьор и режисьор. В първия си актьорски сезон в „Рамсдел“ влиза в образа на Отело и до средата на 60-те години участва в различни постановки на Шекспир, превръщайки се в един от най-известните шекспирови актьори по това време. За превъплъщението си в боксовия шампион Джак Джонсън в отличената с „Пулицър“ драматична пиеса „Голямата бяла надежда“ на Хауърд Саклър през 1969 г. печели наградата „Тони“ за най-добър актьор в театрално произведение.
През 1974 г. Джоунс си партнира с Даян Карол във филма "Клодин", като и двамата получават широко признание от критиците и номинации за Златен глобус за своите изпълнения. През 1977 г. за пръв път влиза в емблематичната си роля на Дарт Вейдър, когото озвучава в „Междузвездни войни: Нова надежда“, „Империята отвръща на удара“ (1980) и „Завръщането на джедаите“ ( 1983). По негова собствена молба името на Джоунс не фигурира в кредитите на първите два филма от космическата сага на Джордж Лукас, но е включено в надписите на третия филм, а при преиздаването му, и в тези на специалното издание на първия филм от 1997 г. Отново през 1977 г. е отличен с награда "Грами" за най-добър албум с декламация (spoken word) за „Велики американски документи“. През 1991 г. печели две награди "Еми" – за най-добър актьор за ролята си в Gabriel's Fire и за най-добър актьор в поддържаща роля в Heat Wave. През 1992 г. е награден с Националния медал на изкуствата от президента Джордж Х. У. Буш. В средата на 90-те години на XX в. е диагностициран с диабет тип 2.
Джоунс е гласът на заставките на Си Ен Ен „Това е CNN“, „Това е CNN International“ и на сутрешното шоу на телевизионния канал New Day в продължение на години. Той е дългогодишен говорител на „Бел Атлантик", а по-късно на „Върайзън“ и „Дайрект ТВ“. Дава гласа си на откриването на летните олимпийски игри през 2000 г. и 2004 г. за отразяването на Ен Би Си и записва текста на 27-те книги от Новия завет в аудиокнигата „Джеймс Ърл Джоунс чете Библията“.
През 2009 г. е удостоен с наградата на Гилдията на актьорите за цялостния си принос за киното и телевизията, а през 2011 г. получава почетната награда на Американската филмова академия. През март 2022 г. бродуейският театър „Корт“ е преименуван на „Джеймс Ърл Джоунс“ в негова чест.

### Личен живот
През 1968 г. Джоунс се жени за актрисата и певица Джулиън Мари, с която се запознава през 1964 г. Развеждат се през 1972 г. и нямат деца. От 1982 до 2016 г. е женен за актрисата Сесилия Харт, от която има син на име Флин Ърл Джоунс. Харт умира на 16 октомври 2016 г. от рак на яйчниците. Джоунс умира осем години по-късно – на 9 септември 2024 г. – в дома си в Паулинг, Ню Йорк, на 93-годишна възраст.

## Избрана филмография
| Година | Филм                                                      | Оригинално заглавие                            | Роля                      | Режисьор                |
| ------ | --------------------------------------------------------- | ---------------------------------------------- | ------------------------- | ----------------------- |
| 1964   | Д-р Стрейнджлав                                           | Dr. Strangelove                                | лейтенант Лотар Зог       | Стенли Кубрик           |
| 1977   | Междузвездни войни: Епизод IV - Нова надежда              | Star Wars: Episode IV – A New Hope             | Дарт Вейдър (глас)        | Джордж Лукас            |
| 1977   | Заклинателят 2: Еретикът                                  | Exorcist II: The Heretic                       | Кокумо                    | Джон Бурмън             |
| 1980   | Междузвездни войни: Епизод V - Империята отвръща на удара | Star Wars: Episode V – The Empire Strikes Back | Дарт Вейдър (глас)        | Ървин Кършнър           |
| 1983   | Междузвездни войни: Епизод VI - Завръщането на джедаите   | Star Wars: Episode VI – Return of the Jedi     | Дарт Вейдър (глас)        | Ричард Маркуанд         |
| 1988   | Пристигане в Америка                                      | Coming to America                              | крал Замунди Джафе Джофер | Джон Ландис             |
| 1989   | Поле на мечтите                                           | Field of Dreams                                | Терънс Ман                | Фил Олдън Робинсън      |
| 1990   | На лов за Червения октомври                               | The Hunt for Red October                       | вице-адмирал Джеймс Гриър | Джон Милиус             |
| 1992   | Патриотични игри                                          | Patriot Games                                  | Адмирал Джеймс Гриър      | Филип Нойс              |
| 1994   | Реална опасност                                           | Clear and Present Danger                       | Адмирал Джеймс Гриър      | Филип Нойс              |
| 1994   | Цар лъв                                                   | The Lion King                                  | Муфаса (глас)             | Роджър Алърс Роб Минкоф |
| 2005   | Междузвездни войни: Епизод III - Отмъщението на ситите    | Star Wars: Episode III – Revenge of the Sith   | Дарт Вейдър (глас)        | Джордж Лукас            |
| 2006   | Страшен филм 4                                            | Scary Movie 4                                  | разказвач                 | Дейвид Зукер            |